# Colom verdós africà
El colom verdós africà (Treron calvus) és una espècie d'ocell de la família dels colúmbids (Columbidae) que habita sabanes i boscos poc densos de l'Àfrica subsahariana, des del Senegal i Gàmbia cap a l'est fins a Etiòpia, i cap al sud fins al nord de Namíbia i l'est de Sud-àfrica.